# Leopold Lainer
Leopold „Leo“ Lainer (* 10. September 1960 in Maishofen, Land Salzburg) ist ein ehemaliger österreichischer Fußballspieler.

## Karriere
Der damalige rechte Außenverteidiger und Kapitän der erfolgreichen Mannschaft von Austria Salzburg spielte unter anderem noch bei Rapid Wien und FC Tirol Innsbruck. Lainer spielte 28 mal in der Österreichischen Fußballnationalmannschaft und erzielte dabei ein Tor. Stammverein des oftmaligen österreichischen Meisters, Cup-Sieger-Bewerb-Finalisten von 1985 und UEFA-Cup-Finalisten von 1994 ist der SK Maishofen.
Leo Lainer ging fürs Frühjahr 1997 zum SV Gerasdorf in die 2. Division und in weiterer Folge spielte er – bis zu seinem offiziellen Karriere-Ende im Juli 2005 – bei kleineren Klubs im Raum des Bundeslandes Salzburg und Umgebung. Außerdem war er von Anfang der Saison 2004/05 bis Anfang der Saison 2005/06 Co-Trainer von Georg Zellhofer beim FC Superfund in Pasching. Seit dieser Saison ist er Scout bei Red Bull Salzburg.

## Erfolge
- 8× Österreichischer Meister: 1983, 1987 und 1988 mit Rapid, 1989 und 1990 mit dem FC Tirol, 1994, 1995 und 1997 mit Austria Salzburg
- 5× Österreichischer Cupsieger: 1983–1985 und 1987 mit Rapid, 1989 mit dem FC Tirol
- Finale im Europacup der Cupsieger: 1984/85
- „Team des Jahres“: 1982/83 (Kronen-Zeitung), 1984/85 (Kronen-Zeitung, Kurier), 1985/86 (Kurier)
- „Aufsteiger des Jahres“: 1982/83 (Kronen-Zeitung)[2]
- „Salzburger Sportler des Jahres“: 1991

## Trivia
Er gehört zu den sechs österreichischen Profifußballern, die seit Einführung der Bundesliga als Nachfolger der Nationalliga im Spieljahr 1974/75 mehr als 500 Einsätze im Oberhaus verzeichnen konnten.
Sein Sohn Stefan spielte von 2015 bis 2019 für den FC Red Bull Salzburg in der österreichischen Bundesliga und seit der Saison 2019/20 für Borussia Mönchengladbach in der deutschen Bundesliga. Seine Tochter Franziska ist ebenfalls als Fußballspielerin und -trainerin aktiv, derzeit in der ÖFB Frauen-Bundesliga.